# ГЭС «Газиводе»
ГЭС «Газиводе» (ГЭС «Уймани», алб. HC Ujmani, сербохорв. HE Gazivoda) — гидроэлектростанция к северо-западу от города Косовска-Митровица, на реке Ибар. Крупнейшая ГЭС на территории Косова. Введена в строй в 1983 году. Вместе с ТЭС Kosovo A и ТЭС «Косово Б» в Обиличе составляет основу производства электроэнергии в Косове. Владелец — правительство Республики Косово. Эксплуатирующая организация — государственная Ndërmarrja Hidroekonomike "Ibër Lepenc" Sh. A.
Плотина — земляная. Построена в 1972—1977 годах. Высота плотины 107,5 м, ширина у основания — 406 м, длина по гребню — 490 м, объём плотины — 5,5 млн м³, одна из крупнейших земляных плотин в Европе. Плотина ГЭС создала водохранилище Газиводе (Уймани) протяжённостью 24 км на границе Косова и Сербии, крупнейшее на территории Косова. Его площадь составляет 11,9 км², а глубина 105 м, высота над уровнем моря — 694 м. Объём — 375 млн м³ (0,375 км³). Водохранилище наполнено в 1979—1985 годах. Помимо производства электроэнергии водохранилище используется для питьевого водоснабжения трети территории Косово (Косовска-Митровица, Приштина, Вучитрн, Глоговац, Обилич), орошения 20 000 га (20 км²) сельскохозяйственных угодий, а также для охлаждения угольных ТЭС Kosovo A и ТЭС Kosovo B, эксплуатируемых Энергетической компанией Косово (Korporata Energjetike e Kosovës, KEK), которые производят 95% электроэнергии Косова, водоснабжения горно-металлургического комплекса NewCo Ferronikeli и горнодобывающего комплекса «Трепча». Четверть водохранилища находится на территории общины Тутин в Сербии. Водохранилище используется без соглашения о трансграничном водном сотрудничестве.
Установлены две турбины по 17,5 МВт. Установленная мощность — 37 МВт, полная мощность — 39 МВ·А, годовая выработка электроэнергии — 95 млн кВт⋅ч.
Ниже плотины Газиводе расположена плотина Придворице (алб. Penda e Pridvoricës, сербохорв. Brana Pridvorice) высотой 10 м, которая пропускает воду в канал Ибар — Лепенац длиной 146 км. Плотина создаёт водохранилище объёмом 480 тыс. м³.